# روسری‌آبی
روسری‌آبی فیلمی به کارگردانی و نویسندگی رخشان بنی‌اعتماد و تهیه‌کنندگی مجید مدرسی محصول سال ۱۳۷۳ است.

## خلاصهٔ داستان
«رسول رحمانی» مالک یک مزرعه گوجه‌فرنگی است و کارخانه‌ای هم در کنار آن دارد. او که چند سال پیش همسرش را از دست داده است، تنها زندگی می‌کند. «نوبر کردانی» زنی است که سرپرستی خانواده‌اش را به عهده دارد و ناچار است کار کند. او به همراه چند زن دیگر برای کار در مزرعه انتخاب می‌شود و…

## بازیگران
| بازیگر            | نقش          |
| ----------------- | ------------ |
| عزت‌الله انتظامی   | رسول رحمانی  |
| فاطمه معتمدآریا   | نوبر کردانی  |
| گلاب آدینه        | قدرت (کبوتر) |
| جمشید اسماعیل‌خانی | اصغر         |
| رضا فیاضی         | شوهر فروغ    |
| افسر اسدی         | انسیه        |
| باران کوثری       | صنوبر        |
| نادیا دلدار گلچین | فروغ         |
| فرهاد اصلانی      | رضا          |
| نیره فراهانی      | مادر         |
| بهناز جعفری       | افتخار       |
| عباس محبی         | رحیم         |
| مهری مهرنیا       | خانم شکوهی   |
| نعمت‌اله گرجی      | پیرمرد       |
| محسن بنکدار       | شوهر انسیه   |
| امیر جلمبادانی    | ناصر         |
| ابراهیم مختاری    | پسر فروغ     |
| صدیقه گلشنی       | خانم اخباری  |
| منصوره ایلخانی    | زهرا         |
| فقیهه سلطانی      | زری          |

## جزئیات
- ژانر: اجتماعی
- رنگ: رنگی
- صدا: Mono
- لوکیشن: تهران

## جوایز
- یوزپلنگ برنز؛ بهترین فیلم؛ فریبرز پورمند، مجید مدرسی؛ چهل و هشتمین جشنواره بین‌المللی فیلم لوکارنو؛ بخش مسابقه؛ ۱۳۷۴
- جایزه فیپرشی؛ بهترین فیلم؛ فریبرز پورمند، مجید مدرسی؛ سی و ششمین جشنواره بین‌المللی فیلم تسالونیکی یونان؛ بخش گنجینه‌های سینمای ایران؛ ۱۳۷۴
- دیپلم افتخار؛ بهترین نمونه فیلم (آنونس)؛ ایرج گل‌افشان؛ چهاردهمین جشنواره بین‌المللی فیلم فجر؛ بخش مسابقه مواد تبلیغاتی فیلم‌ها؛ ۱۳۷۴
- جایزه ویژه هیئت داوران؛ بهترین فیلم؛ فریبرز پورمند، مجید مدرسی؛ بیست و هفتمین جشنواره بین‌المللی فیلم هند؛ بخش رقابتی سینماگران زن آسیا؛ ۱۳۷۴
- جایزه سیمین؛ بهترین کارگردانی؛ رخشان بنی‌اعتماد؛ جشنواره کانون کارگردان‌های سینمای ایران؛ بخش مسابقه؛ ۱۳۷۳
- سیمرغ بلورین؛ بهترین فیلمنامه؛ رخشان بنی‌اعتماد؛ سیزدهمین جشنواره بین‌المللی فیلم فجر؛ بخش مسابقه سینمای ایران؛ ۱۳۷۳
- سیمرغ بلورین؛ بهترین نقش دوم زن؛ گلاب آدینه؛ سیزدهمین جشنواره بین‌المللی فیلم فجر؛ بخش مسابقه سینمای ایران؛ ۱۳۷۳